# Bachtijárí
Bachtijárí jsou íránský národ, který žije v provincie oblastech Čahármahál a Bachtijárí, Chúzistán, Isfahán, Lorestán, Kohgíluje a Bójer-Ahmad v Íránu. Jazykově jsou jim nejvíce příbuzní Lúrové. Jsou spřízněni s Peršany a jinými íránskými kmeny ve svém okolí. Dnešní kultura a mytologie Bachtijárí je pevně zakořeněna právě v íránské kmenové kultuře. Bachtijárí patří k skupině íránských jazyků, které spadají k indoevropské větvi.